# Megagametogénesis

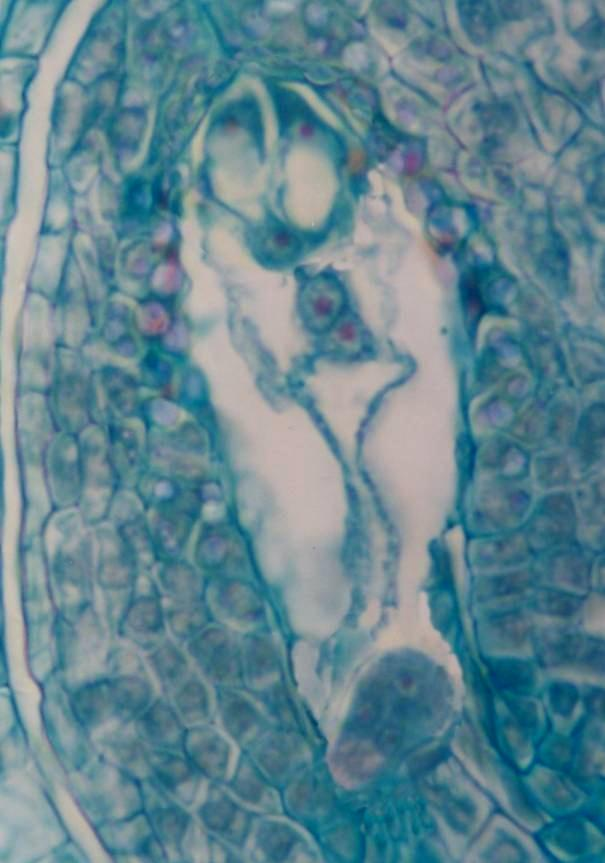
Microfotografía del saco embrionario o gametófito femenino de las angiospermas. Los núcleos se hallan teñidos de rojo y el citoplasma de celeste. Hacia arriba de la imagen se observan las sinérgidas, entre ellas y más abajo se halla la oósfera. Debajo de ésta se encuentran los dos núcleos polares de la célula central. Hacia el otro extremo del saco embrionario se observan tres núcleos de antípodas.

En las plantas superiores, angiospermas y gimnospermas, la megagametogénesis  es el proceso por el cual se forma el gametófito femenino o saco embrionario a partir de una megaspora  haploide. El saco embrionario es la estructura que contiene el gameto femenino u oósfera.
En las gimnospermas, la megáspora funcional se divide por mitosis muchas veces, iniciando la formación del gametófito femenino. En el caso particular del pino hay una etapa inicial de divisiones nucleares que no son seguidas de la formación de paredes celulares, lo que origina un cenocito con unos 2000 núcleos, estado en el que pasa el invierno. En la siguiente primavera reanuda el crecimiento formando paredes celulares entre los núcleos del cenocito, constituyendo el endosperma primario o prótalo. Cuando terminan de formarse las paredes celulares, se forman dos o tres arquegonios en el prótalo hacia el extremo donde se halla la micrópila. El prótalo y los arquegonios constituyen el gametófito femenino maduro.
En las angiospermas, una megaspora haploide funcional se desarrolla a partir de una célula madre de la megaspora  diploide a través de meiosis. Después de tres mitosis sin citocinesis, la megaspora se convierte en un sincitio  con ocho núcleos. Luego de la migración de los núcleos dentro del sincitio, la formación de paredes celulares y la diferenciación, se desarrolla un saco embrionario con siete células y ocho núcleos. Este saco contiene una oósfera y dos sinérgidas en el polo micropilar, tres antípodas en el polo chalazal y una célula central vacuolizada que lleva dos núcleos, denominados núcleos polares.